# Neopsylla bactriana
Neopsylla bactriana är en loppart som beskrevs av Ioff 1953. Neopsylla bactriana ingår i släktet Neopsylla och familjen mullvadsloppor. Inga underarter finns listade i Catalogue of Life.